# Pimelea petrophila
Pimelea petrophila är en tibastväxtart som beskrevs av Ferdinand von Mueller. Pimelea petrophila ingår i släktet Pimelea och familjen tibastväxter. Inga underarter finns listade i Catalogue of Life.